# Zofia Kossak-Szczucka
Zofia Kossak-Szczucka o Kossak-Szatkowska (de su segundo matrimonio) (Kośmin, 8 de agosto de 1890- Bielsko-Biała, 9 de abril de 1968) escritora y militante católica y de la resistencia polaca de la Segunda Guerra Mundial. 

## Biografía
Fue nieta del pintor Juliusz Kossak. Su padre, el activista Tadeusz Kossak era además gemelo del pintor Wojciech Kossak.
Casada en primeras nupcias con Juliusz Szczucki, de quien enviudó en 1923. Se volvió a casar en 1926 con el literato y oficial del Ejército Polaco, Zygmunt Szatkowski.
Estudió pintura de 1912 a 1913 en la Academia de Bellas Artes de Varsovia y más tarde diseño en la Escuela de Bellas Artes de Ginebra. 
Vivió en Volinia donde fue víctima de la revolución bolchevique entre 1917 y 1919. En agosto de 1942, Zofia Kossak-Szczucka publicó su famoso "Protest" para salvar a los judíos y fue una de las fundadoras de la Comisión de Ayuda a los Judíos Żegota. En 1943, fue deportada a Auschwitz. 
De 1945 a 1957, tuvo que residir exiliada en Gran Bretaña. Recientemente el Banco Nacional de Polonia sacó una moneda en su honor en 2009 y su hija Anna Szatkowska publicó un libro sobre sus experiencias en la Alzamiento de Varsovia en 1944.

## Premios
- Złoty Wawrzyn, 1936

## Novela y relato histórico
Zofia Kossak-Szczucka fue autora de varias novelas y relatos históricos, entre los cuales podemos mencionar:
- La libertad dorada (Złota wolność), novela publicada en 1928. Trata sobre la época del rey Segismundo III Vasa y su apoyo a Dimitri El Impostor para ocupar el trono de Rusia.
- El campo de Legnica (Legnickie pole), novela publicada en 1930. Trata sobre la invasión tártara a Polonia en el siglo XIII, la cual finalizó con la Batalla de Legnica, en la cual perdió la vida el príncipe Enrique el Piadoso.
- Los cruzados (Krzyżowcy), novela de cuatro tomos, publicada en 1935. Trata sobre la Primera Cruzada a Tierra Santa.
- El rey leproso (Król trędowaty), novela publicada en 1937. Trata sobre el rey Balduino IV de Jerusalén, llamado el leproso, y es la continuación de la novela Los cruzados.
- Sin armadura (Bez oręża), novela de dos tomos publicada en 1937. Trata sobre la presencia de San Francisco de Asís en Tierra Santa y es la continuación de la novela El rey leproso.
- Ámbar (Bursztyny), libro publicado en 1936. Contiene 32 relatos, que tratan sobre diferentes etapas de la historia de Polonia. Algunos de los relatos se refieren a personalidades, que dejaron su huella en el arte y la literatura de Polonia, tales como Mikołaj Rej, Jan Kochanowski, Adam Mickiewicz o Federico Chopin.
- El copero Orbano (Puszkarz Orbano), novela publicada en 1936. Trata sobre la Caída de Constantinopla en 1453.
- La ciudad al borde del lago (Gród nad jeziorem), novela publicada en 1938. Trata sobre la vida y las creencias de los antiguos eslavos en el poblado de Biskupin.
- Varna (Warna), novela publicada en 1939. Trata sobre el rey Ladislao de Varna, quien perdió la vida en la Batalla de Varna contra los turcos.

## Obra
- Beatum scelus, 1924. Como La culpa bendita (Błogosławiona wina), 1953. Novela histórica. Adaptada al cine en el 2015.
- Beatyfikacja Skargi
- Sin armadura (Bez oręża), novela histórica, 1937.
- Błogosławiony Jan Sarkander ze Skoczowa, 1922
- Ámbar (Bursztyny), relatos históricos, 1936.
- Chrześcijańskie posłannictwo Polski, 1938
- La herencia I (Dziedzictwo I), 1956
- La herencia II (Dziedzictwo II), 1964
- La herencia III (Dziedzictwo III), 1967 - en coautoría con Zygmunt Szatkowski.
- La ciudad al borde del lago (Gród nad jeziorem), novela histórica, 1938.
- Kielich krwi - obrazek sceniczny w dwóch aktach
- Kłopoty Kacperka góreckiego skrzata (1924)
- El rey leproso (Król trędowaty), novela histórica, 1937.
- Los cruzados (Krzyżowcy), novela histórica en cuatro tomos, 1935.
- Ku swoim (1932)
- El campo de Legnica (Legnickie pole), novela histórica, 1931.
- En camino (Na drodze), 1926.
- En Silesia (Na Śląsku), 1939.
- Nieznany kraj (1932)
- Ognisty wóz
- Pątniczym szlakiem. Wrażenia z pielgrzymki (1933)
- Pod lipą
- Pożoga (1922)
- Prometeusz i garncarz
- La alianza (Przymierze), 1952.
- Purpurowy szlak
- El copero Orbano (Puszkarz Orbano), novela histórica.
- Rewindykacja polskości na Kresach
- Rok polski: obyczaj i wiara
- S.O.S. ... !
- El tesoro de Silesia (Skarb Śląski), 1937.
- El traje de Deyanira (Suknia Dejaniry), 1948.
- Szaleńcy Boży (1929)
- Szukajcie przyjaciół (1933)
- Topsy i Lupus (1931)
- Trembowla
- La Troya del norte (Troja północy), novela histórica. En coautoría con Zygmunt Szatkowski.
- W Polsce Podziemnej: wybrane pisma dotyczące lat 1939 - 1944
- Varna (Warna), novela histórica
- Grandes y pequeños (Wielcy i mali), 1927.
- De la historia de Silesia (Z dziejów Śląska)
- Por amor (Z miłości), 1925.
- Z otchłani: wspomnienia z lagru
- La Libertad dorada (Złota wolność), novela histórica, 1928.